# Yle TV1
Yle TV1 е телевизионен канал във Финландия, първа програма на обществената държавна телевизия Yle. Създаден е през 1958 г. Той е вторият телевизионен канал във Финландия след TES-TV и най-старият действащ телевизионен канал в страната. Над 70% от програмите на канала са документални филми, новини или образователни програми. 

## История
На 13 август 1957 г. започват тестове за стартиране на канала. На 1 януари 1958 г. започва редовното излъчване на канала на име Suomen Televisio, който става вторият телевизионен канал във Финландия. През 1964 г. Yleisradio става собственик на телевизионния канал Tamvisio със седалище в Тампере и решава да преименува Suomen Televisio на TV-ohjelma 1, а Tamvisio на TV-ohjelma 2. Когато телевизиите започват цветно излъчване в началото на 70-те години на XX век, те са преименувани отново на TV1 и TV2. През януари 1970 г. каналът е достъпен в Оландските острови.

## Логотипи
- Лого на Yle TV1 от 2005 до 2007 г.
- Лого на Yle TV1 след 5 март 2012 г.
- Лого на Yle TV1 с HD формат след 2012 г.
- Алтернативен дизайн на текущото лого.